# Pseudauletes violaceus
Pseudauletes violaceus là một loài bọ cánh cứng trong họ Rhynchitidae. Loài này được Lucas miêu tả khoa học năm 1857.